# Chiac
Le chiac, parfois appelé le/la chiacque ou chiak, est une variété du français acadien, parlée surtout dans le sud-est du Nouveau-Brunswick (Canada),. Bien que des débats existent au sujet de sa définition, le chiac est souvent caractérisé et distingué des autres variétés du français acadien par l'importance et les formes particulières de ses emprunts à l'anglais et a également des mots racines des langues algonquiennes orientales,,.
Un Chiac, ou Chiacque au féminin, est aussi un Acadien de la côte sud-est du Nouveau-Brunswick.

## Caractéristiques
Le chiac est l'une des variétés du français acadien qui comporte quelques mots racines du Micmac/Mi’kmaq (une des langues algonquiennes) et comporte aussi une part plus ou moins importante de mots empruntés à l'anglais. Ces mots sont surtout empruntés au lexique (noms, adjectifs et bases verbales), avec quelques conjonctions (but, so) et adverbes (anyway, whatever). Les verbes prennent le plus souvent la conjugaison française (j'ai watché la tv).

## Histoire
Le Nouveau-Brunswick est la seule province au Canada officiellement reconnue comme étant bilingue. Les deux langues les plus parlées sont le français et l’anglais. L’anglais se fait entendre plus majoritairement dans certaines régions de la province. La région du grand Moncton et les alentours sont parsemés d’une variété langagière entre le français et l’anglais, et plusieurs se considèrent comme pleinement bilingues. Cela apporte donc une utilisation courante des deux langues chez les gens dont découlerait le chiac, qui vient faire un mélange de certains mots et expressions. Certains expliqueraient même que cette combinaison entre les deux langues leur vient plus naturellement, et le chiac peut donc être considéré comme une langue maternelle. Berger explique que le chiac est donc une combinaison entre le français standard, l’anglais et le français acadien traditionnel. 
En effet, cela vient bien expliquer la confusion de plusieurs entre le franglais et le chiac. Le chiac est associé au sud-est du Nouveau-Brunswick et contient les langues et éléments parlés dans cette région, mais le franglais est plutôt simplement composé du français et de l’anglais, qui peut se retrouver un peu partout à travers le monde. Avec les années, plusieurs nouvelles expressions se créent selon les générations, et d’autres s’effacent au fil du temps. Il est également intéressant de mentionner que chaque ville ou village dans le sud-est de la province peut avoir une prononciation différente de certains mots et syllabes. Par exemple, on peut entendre un citoyen de la ville de Shediac prononcer un mot différemment d'une personne de la ville de Dieppe, mais malgré tout, le chiac reste un langage commun pour les Acadiens de la région du sud-est.
L'origine du mot chiac n'est pas connue. Selon l'auteur du Dictionnaire du français acadien, Yves Cormier, il proviendrait du nom de la ville de Shédiac (Es-ed-ei-ik), au Nouveau-Brunswick. Cette hypothèse n'est cependant pas vérifiée.
C'est dans un article de L'Évangéline de janvier 1963 que la sociolinguiste Annette Boudreau identifie la première référence écrite au chiac. 

## Utilisation et opposition
Le chiac est une langue orale qui s'entend surtout à Moncton et les villes environnantes. Les Acadiens sont minoritaires dans un environnement dominé par l'anglais. Il est important de noter également que le chiac est un dialecte ou une langue distincte, bien qu'il soit souvent confondu avec le français acadien mélangé à des mots anglais, ce qui est très fréquent à Moncton. 
Le chiac est parfois désavoué par les anglophones et les francophones puisqu'il est considéré comme un hybride impur et un « mauvais » français. Notamment, dans le cadre des Jeux de la francophonie canadienne de 2017 à Moncton et à Dieppe, le choix du slogan chiac Right fier a fait l'objet de critiques,. Cependant, à l'instar du joual au Québec, le chiac a été repris ces dernières années par quelques groupes du Nouveau-Brunswick en tant que composante de leur culture collective. Un certain nombre d'artistes acadiens, dont les groupes 1755 et Radio Radio ou le chanteur Fayo, ont écrit et chanté en chiac (Marie-Jo Thério), et d'autres continuent de le faire (Lisa LeBlanc). Le chiac a aussi été utilisé dans la série animée Acadieman. 
Plusieurs écrivains du sud-est du Nouveau-Brunswick mobilisent le chiac dans leur écriture, Jean Babineau étant l'auteur qui est allé le plus loin dans cet exercice en passant du français normatif ou familier à l'anglais et au chiac, selon les besoins. France Daigle et Paul Bossé font aussi un usage du chiac de façon plus modérée. Herménégilde Chiasson réserve le langage populaire à quelques pièces de théâtre.
Le problème de la portée du chiac se pose, ce dialecte étant surtout compris dans les Sud-est. Le désir de toucher le plus grand nombre possible de lecteurs francophones influence d'ailleurs la plupart des auteurs à tendre vers le français normatif. Même Gérald Leblanc, pourtant auteur de L'Éloge du Chiac, suit ce courant de pensée.

## Exemples
- « Ej vas tanker mon truck de soir pis ej va le driver. Ça va êt'e right dla fun. » (Je vais faire le plein de mon camion ce soir et je vais faire une promenade. Ça va être vraiment plaisant.)
- « Espère-moi su'l'corner, j'traverse le chmin et j'viens right back. » (Attends-moi au coin, je traverse la rue, je reviens bientôt.)
- « Va waire endans d'la bakery mander si yiavont still la sale su les Râpures. » (Allez vérifier à l'intérieur de la boulangerie s'ils ont encore la vente sur les Râpures.)
- «Wail, j'waira meque qu'ej j'i baille par la, ca s'ra probably pas that long tan.» (Oui, je verrai quand j'y arriverai, ça ne sera probablement pas si long.)
- «Asteur qu'ej cher sa, ej'y pensra probably au diferan. » (Maintenant que je sais, je vais probablement y penser différemment.)
- «Va waire cri a broche k'e hooké su'el wall au bord du couch d'salon. » (Allez chercher le fil qui est branché dans le mur du salon.)
- « J'get pas ton troube, c'er pas sitant dur a trouvire l'amanchure pour el starter up. » (Je ne comprends pas votre problème, ce n'est pas si difficile de trouver le moyen de le démarrer.)
- « Zeux ils pensont qu'y ownont le car. » (Eux, ils pensent que la voiture leur appartient.)
- « On va amarrer ça d'même pour faire sûr que ça tchenne. » (On va l'attacher comme ça pour s'assurer qu'il tienne.)
- « Ça t'tente tu d'aller watcher un movie? » (Est-ce que ça te tente d'aller voir un film?)
- «  Ej ché pas...so quosse tu va faire d'soir? » (Je ne sais pas. Qu'est-ce que tu fais ce soir?)